# Социјализам
Социјализам (енгл. socialism, фр. socialisme, порекло према лат. socialis — ’друштвени’, ’савезнички’), појам који означава изразито модерне и прогресивне политичке и економске идеје и теорије које крајњим циљем својих идеала теже превазилажењу и коренитом раскиду са системом светског капитализма ради успостављања уређења глобалног карактера базираног на глобалним средствима за производњу и расподелу у заједничком власништву и под демократским управљањем од стране целе глобалне заједнице у циљу производње само за потребе. Настао је у 18. веку у Европи као модерни одговор на индустријализацију и капитализам. Социјализам се кроз историју свог развоја појављивао унутар различитих политичких концепција и теорија, од којих су најзначајније: анархизам различитих струја, марксизам различитих струја, демократски социјализам, социјалдемократија, религијски социјализам (хришћански социјализам, исламски социјализам и сл.), утопијски социјализам, бољшевизам (ауторитарни комунизам) итд.
Свака варијанта социјалистичке идеје настоји у индустријализованом друштву остварити друштвени поредак у којем неће постојати капитализам, у којем ће се превазићи приватно власништво у економији, а привредна средства и економија бити стављени под јавну демократску контролу.

## Увод
Централне вредности заједничке свим облицима социјализма јесу критика приватног власништва у економији и тежња да привредна средства и економија буду стављени под јавну демократску контролу (или барем неки делимични облик јавне контроле), те начело друштвене једнакости. Појавни облици социјализма међусобно се разликују по начину (средствима) којим ће се те вредности постићи. Социјализам је изразито савремена и модерна идеја, иако се садржај појма социјализма може пронаћи већ у раним искуствима човечанства, у појединим етичко-религијским учењима, у пракси неких религијских заједница, од јудаизма, ислама, хришћанства, будизма до разних других религијских група, односно у учењима свих оних који су боље друштво покушавали постићи концепцијама праведности утемељеним на једнакости, братству и сестринству.
У том смислу елементи социјалистичког мишљења могу се пронаћи у делима разних писаца (Т. Кампанела, Томас Мор). У делу Утопија из 1516. године Томас Мор указује да „тамо где је власништво приватно, где је новац мерило свих ствари, тешко је и немогуће да заједница има праведну владу”.

## Утопијски социјализам
Утопијски социјализам је био спонтани низ политичких и друштвених идеја средине 19. века, које су се јавиле појавом индустријске револуције и раног капитализма. Истовремено су се појавили и мислиоци као Роберт Овен и Шарл Фурије који су имали идеје блиске каснијим социјалистичким идејама промене друштва. Шарл Фурије је тежио изградњи друштва на основу фаланстерија, односно модела уравнотежених заједница, које би функционисале као акционарска друштва, чији би се доходак делио међу члановима друштва, па никакав облик власти не би био потребан. Сен Симон се заузимао за нови друштвени поредак са централизованом структуром у којем ће уместо владавине капиталиста друштвом управљати научници и најученији чланови друштва, а Роберт Овен се усмерио на синдикално и задружно радничко удруживање. Реч ’социјалиста’ први пут се појавила 1827. године у часопису Cooperative Magazine, који је уређивао Роберт Овен, а реч ’социјализам’ у часопису Le Globe 1832. године.
Утопијски социјализам се често описује као представљање визија и контура имагинарних будућих друштава, при чему су позитивни идеали главни разлог за кретање друштва у таквом правцу. Каснији социјалисти и критичари утопијског социјализма сматрали су да утопијски социјализам није утемељен у стварним материјалним условима постојећег друштва.
Као појам или етикету најчешће се користи или се користио за дефинисање оних социјалиста који су живели у првој четвртини 19. века, а касније су социјалисти ознаку утопијски приписали као погрдницу да би наговештавали наивност и одбацивали њихове идеје као маштовите и нереалне.
Једна кључна разлика између утопијских социјалиста и осталих социјалиста (укључујући већину марксиста и анархиста) јесте та што утопијски социјалисти углавном не верују да је било какав облик класне борбе или социјалне револуције потребан за појаву социјализма. Утопијски социјалисти сматрају да људи свих класа могу добровољно усвојити свој план за друштво ако је он представљен уверљиво. Осећају да се њихов облик кооперативне заједнице може успоставити међу истомишљеницима унутар већ постојећег капиталистичког друштва и да њихове мале експерименталне заједнице комуналних насеља унутар самог капитализма могу демонстрирати изводљивост свог плана за друштво.

## Анархизам
Анархизам је школа мишљења унутар социјалистичке теорије и социјалистичког покрета. Инспирисани идејама мутуалисте Пјера Жозефа Прудона и праксом Париске комуне из 1871. године анархисти Михаил Бакуњин и Петар Кропоткин су међу првима развијали теорије о антиауторитарном бескласном друштву, залажући се за друштво без приватног власништва и репресивних делова постојеће капиталистичке државе.
„Анархизам”, „слободарски социјализам”, „антиауторитарни социјализам” или „бездржавни социјализам” је скуп антиауторитарних, антиетатистичких и слободарских политичких филозофија унутар социјалистичког покрета који критикују државносоцијалистичку концепцију социјализма као облик државног капитализма у којем мањинска и отуђена бирократија задржава централизовану контролу над економијом и диригује масама, уместо да становништво преузме моћ у своје руке. Критикује робовање плати и надници на радном месту, а афирмише самоуправљање произвођача и стваралаца, те децентрализоване демократске структуре политичке организације.
Слободарски социјализам често критикује репресивне елементе постојеће капиталистичке државе и тврди да се друштво које се темељи на слободи и правди може постићи једино превладавањем ауторитарних и репресивних институција које контролишу средства за производњу и расподелу и подређују већину радног и обесправљеног становништва власничкој капиталистичкој класи или политичкој и економској елити. Слободарски социјалисти се залажу за децентрализоване демократске структуре засноване на федералним или конфедералним удружењима, формираним на принципима директне демократије и демократских тела, као што су савети произвођача. Разликује се од ауторитарног и авангардистичког приступа бољшевизма и лењинизма, али и реформизма фабијанизма и Бернштајнове верзије социјалдемократије.
Облици и социјалистичко крило прошлих и садашњих политичких филозофија и покрета који се обично описују као слободарско социјалистички укључује анархизам (посебно анархистичке школе мишљења као што су анархосоцијализам, анархосиндикализам, анархоколективизам, зелени анархизам, мутуализам и социјални анархизам), затим слободарски марксизам, луксембургизам, поједине верзије демократског социјализма, аутономизам, социјализам савета, партиципизам и револуционарни синдикализам.

## Марксизам
Марксизам је филозофски правац, социолошка теорија, критика политичке економије и политичка филозофија револуционарног социјализма утемељена на списима немачког филозофа Карла Маркса (по коме је добио име) и Марксовог пријатеља и сарадника Фридриха Енгелса. Од свих тих списа је најважнија Марксова недовршена књига Капитал.
Своје мотиве, метод и основне категорије црпи на преиспитивању енглеске политичке економије, француског социјализма и немачке идеалистичке филозофије из прве половине 19. века у свом настојању да капиталистичко друштво надогради на научном и револуционарном основу. Марксизам историју тумачи кроз сукоб повлашћених и потлачених друштвених класа, и сматра да ће експлоатација рада, идејне заблуде и ауторитарни односи бити превладани стварањем бескласног друштва.
Политичка пракса која је темељена на радовима Маркса и Енгелса може да обухвата различите облике политика и мисли као и академско истраживање унутар многих поља. Иако постоје многе теоријске и практичне разлике између различитих облика марксизма већина дели:
- пажњу на материјалне услове људских живота и друштвене односе међу људима
- став да свест људи о условима њихових живота одражава те материјалне услове и односе
- разумевање класе у погледу различитих економских производних односа и као одређени положај унутар тих односа
- разумевање материјалних услова и друштвених односа као историјски промењиве
- поглед на историју према којој класна борба, тј. развијајући сукоб између класа са супротним интересима, изграђује свако историјско раздобље и покреће историјску промену
- симпатија према радничкој класи и свим обесправљенима

Главне тачке раздора међу марксистима је степен њихове посвете према радничкој револуцији као средства постизања људске еманципације и просветитељства и тачан механизам којим се таква револуција може успешно извести.
Унутар марксизма постоје различите струје, које су чак и у међусобном сукобу у погледу теоријских и методолошких поставки материјалистичког схватања историје, али и критике политичке економије. Све то чини да је веома тешко дати јединствену дефиницију марксизма, пошто се он и данас развија у критичкој дистанци према претходним полазиштима, у различитим културним срединама и обзиром на актуелне кризе капиталистичког система који је у међувремену добио глобалне размере, како у погледу распрострањености у друштвима широм света, али и као међународног економског поретка.

### Карл Маркс и Фридрих Енгелс
Карл Маркс је био изразито утицајни немачки филозоф, политички економиста и револуционарни социјалиста. Маркс се дотицао великог броја различитих проблема, укључујући отуђење и израбљивање радника, капиталистички начин производње и историјски материјализам. Ипак, најпознатији је по анализи историје у контексту класних борби, као што је то сажела почетна реченица у Манифесту: „Историја свих досадашњих постојећих друштава је историја класних борби.”.
Фридрих Енгелс је био немачки политички филозоф 19. века. Он је развио антикапиталистичку идеју уз Маркса.
Први пут су се сусрели лично у септембру 1844. године. Открили су да имају сличне погледе на филозофију и капитализам, те су одлучили да раде заједно, направивши одређен број радова међу које спада „Света породица”. Након што је француска влада депортовала Маркса из Француске у јануару 1845. године Енгелс и Маркс су одлучили да се преселе у Белгију која је тада омогућавала већу слободу изражавања него неке друге земље у Европи. Енгелс и Маркс вратили су се у Брисел у јануару 1846. године где су засновали одбор за кореспонденцију.
1847. године Енгелс и Маркс су заједно започели писати један памфлет темељен на Енгелсовим Принципима. Довршили су памфлет од 12.000 речи у шест седмица написавши га таквим начином да идеја антикапитализма буде разумљива широј публици и издали га као Манифест у фебруару 1848. године. У мају те године Белгија је избацила Маркса и Енгелса. Преселили су се у Келн где су започели издавати радикалне новине „Neue Rheinische Zeitung”. 1849. године Маркс и Енгелс су морали напустити Немачку и сместили су се у Лондон. Пруске власти су вршиле притисак на британску власт да их обојицу избаци, али премијер Лорд Џон Расел је то одбио. Само са новцем који је једино Енгелс могао зарадити, породица Маркс је живела у тешком сиромаштву.
После Марксове смрти у 1883. години Енгелс је посветио остатак свога живота уређујући и преводећи Марксове списе. Али, и значајно допринио феминистичкој теорији видевши на примеру узорка моногамног брака доминацију мушкарца над женом. У том смислу повезује антикапиталистичку теорију са породицом тврдећи да су мушкарци доминирали женама, као што је капиталистичка класа доминирала радницима. Енгелс је умро у Лондону 1895. године.

### Рани утицаји
Класични марксизам је био под утицајем различитих мислилаца. Ти мислиоци се могу поделити на три групе:
- Немачки филозофи у које спадају: Имануел Кант, Георг Вилхелм Фридрих Хегел, Лудвиг Фојербах
- Енглески и шкотски политички економисти у које спадају: Адам Смит и Давид Рикардо
- Француски друштвени теоретичари у које спадају: Жан Жак Русо, Шарл Фурије, Сен Симон, Пјер Жозеф Прудон, Флора Тристан, Луј Блан

Остали утицаји су:
- Антички материјализам (Епикур, Лукреције)
- Ђанбатиста Вико
- Луис Хенри Морган

### Главне идеје
Главне идеје Марксовог и Енгелсовог сабраног дела укључују:
- средства производње: Средства производње су комбинација средства рада и предмета рада коришћени од радника да раде производе. У средства рада спадају стројеви, алати, опрема, инфраструктура и „све оне ствари помоћу којих људско биће делује на предмет рада и претвара га”. У предмет рада спадају сирови материјали и материјали директно преузети из природе. Средства производње сама по себи не производе ништа – радна снага је потребна да се производња успостави.
- начин производње: Начин производње је одређена комбинација производних сила (укључујући средства производње и радну снагу) и друштвених и техничких производних односа (у што спада власништво, моћ и контролни односи који владају производном имовином друштва често кодификовани као закон; кооперативни радни односи и облици повезивања; односи међу људима и предметима њиховог рада и однос између друштвених класа).
- база и надградња: Маркс и Енгелс користе метафору „база-надградња” да објасне идеју да тоталитет односа између људи обзиром на „друштвену производњу њихових постојања” обликује економски темељ на којем израста надградња политичких и легалних институција. Бази саодговара друштвена свест у коју спадају религијске, филозофске и остале велике идеје. База условљава обоје, надградњу и друштвену свест. Конфликт између развоја материјалних продуктивних сила и производних односа узрокује социјалне револуције и исходна промена у економском темељу ће пре или касније довести до преобликовања надградње. Али за Маркса процес није једносмеран – рефлексиван је. Темељ одређује надградњу у првој инстанци и остаје темељ облика друштвене организације која тада може поновно деловати на оба дела метафоре „база-надградња”. Однос између надградње и базе се сматра дијалектичним, а не као дистинкција између два права ентитета „у свету”.
- класна свест: Класна свест значи самосвест класе и свог капацитета да чини у свом рационалном интересу.
- идеологија: Иако није одредио општу дефиницију идеологије, Маркс је неколико пута употребио термин да одреди производњу призора друштвене стварности. Према Енгелсу, „идеологија је процес постигнут од тзв. мислиоца свесно, тачно је, иако лажном свешћу. Праве мотивишуће силе које га подстичу остају му непознати; другачије то не би био идеолошки процес. Према томе, замишља лажне или на први поглед мотивишуће силе”. Због тога што владајућа класа контролише средства производње, надструктура друштва као и њена владајућа правила ће бити одређена према томе шта је у најбољем интересу владајуће класе. Као што је Маркс рекао славно у Немачкој идеологији, „идеје владајуће класе су у свакој епохи владајуће идеје тј. класа која влада материјалним силама у друштву истовремено влада његовим интелектуалним силама”. Према томе, идеологија друштва је од изразите важности, јер збуњује отуђене групе и може створити лажну свест као фетишизам робе (гледајући на рад као капитал ~ деградација људског живота).
- историјски материјализам: Историјски материјализам је први артикулисао Маркс, иако сам није користио тај термин. Оно тражи узроке развоја и промена у људским друштвима у смислу у којем људи колективно стварају средства за живот, према томе, давајући нагласак кроз економску анализу на све што коегзистира са економским темељом друштва (нпр. друштвене класе, политичке структуре, идеологије).
- политичка економија: Термин „политичка економија” је оригинално значио проучавање услова под којим је организована производња у државама новостворених капиталистичких система. Према томе, политичка економија проучава механизам људске активности у организовању материјала и механизам расподеле суфицита и дефицита који су резултат те активности. Политичка економија проучава како средства производње или одређеније капитал се манифестује у економској активности.
- експлоатација: Маркс спомиње експлоатацију целог сегмента или класе друштва од другога. Види ју као инхерентно својство и кључни елемент капитализма и слободног тржишта. Профит који је добио капиталиста је разлика између вредности производа учињен од стране радника и наднице коју радник добија; другим речима, капитализам делује на темељу плаћања радника мање од пуне вредности његовог рада, тако да капиталистичка класа може имати профит.
- отуђење: Маркс спомиње отуђење људи од аспекта људске природе. Отуђење описује објективне значајне ситуације особе у капитализму – није нужно да оне верују или осећају да су отуђени. Он верује да је отуђење систематски резултат капитализма.

### Класа
Маркс је сматрао да идентитет друштвене класе је добијен од њеног односа према средствима производње (у опозицији према томе да је класа одређена само по богатству тј. нижа класа, средња класа и висока класа).
Маркс описује неколико друштвених класа у капитализму, примарно:
- радничка класа: Они индивидуалци који продају своју радну снагу (и, према томе, додају вредност производу) и онај ко у капиталистичком начину производње не поседују властита средства производње. Према Марксу, капиталистички начин производње ствара услове који дозвољавају капиталистичкој класи да израбљују радништво због чињенице да радна снага радника ствара додану вредност већу од наднице радника.
- капиталистичка класа: они који поседују средства производње и купују радну снагу од радништва који су компензовани надницом и, према томе, израбљују радништво.

Капиталистичка класа се може даље поделити на врло богату капиталистичку класу и малу капиталистичку класу. Мала капиталистичка класа су они који запошљавају рад али и раде сами. То могу бити мали власници, сељаци који имају земљу и трговачки радници. Маркс је предвидео да ће мала капиталистичка класа евентуално бити уништена непрестаним изумљивањем нових средстава производње, те да ће велики део мале капиталистичке класе бити гурнут у радништво.
Маркс је идентификовао и друге класе као:
- лумпенпролетаријат: Криминалци, вагабунди, просјаци итд. Људи који немају места у економским системима и који би се продали највећем понуђивачу.
- земљопоседници: Класа људи који су били историјски важни од којих неко још има богатство и моћ.
- сељаштво и пољопривредници: Ову класу је гледао као неорганизовану и неспособну да изврши промену. Веровао је и да ће та класа нестати од које ће већина постати радништво, а остали земљопоседници.

### Теорија историје
Историјски материјализам, теорија материјалистичког схватања историје према којој начин производње материјалног живота условљава развој друштвеног, политичког и културног живота. Основне методолошке поставке те теорије изнео је Карл Маркс у Немачкој идеологији 1846. године, а потпуно их разрадио у Прилогу критици политичке економије 1859. године. Маркс историју види као процес у којем се законито измењују друштвено-економске формације (ловачко-сакупљачка заједница, робовласништво, феудализам, капитализам), а оне су одређене искључиво степеном развоја материјалних производних снага. На основу те теорије потоња марксистичка историографија у својим истраживањима је дала предност економској анализи у историјским истраживањима, из које се тумачило друштво у целини.
Поставке историјског материјализма које су сажето изражене у Марксовом предговору за „Прилог критици политичке економије” из јануара 1859. године у Лондону:

У друштвеној производњи свога живота људи ступају у одређене, нужне односе, независне од њихове воље, односе производње, који одговарају одређеном степену развитка њихових материјалних производних снага. Целокупност тих односа производње сачињава економску структуру друштва, реалну основу, на којој се диже правна и политичка надградња и којој одговарају одређени облици друштвене свести. Начин производње материјалног живота условљава процес социјалног, политичког и духовног живота уопште. Не одређује свест људи њихово биће, већ обрнуто, њихово друштвено биће одређује њихову свест. На извесном степену свог развитка долазе материјалне производне снаге друштва у противречје са постојећим односима производње, или, што је само правни израз за то, са односима својине у чијем су се оквиру дотле кретале. Из облика развијања производних снага ти се односи претварају у њихове окове. Тада наступа епоха социјалне револуције. Са променом економске основе врши се спорије или брже преврат читаве огромне надградње. При посматрању оваквих преврата мора се увек разликовати материјални преврат у економским условима производње, који се да констатовати са тачношћу физичких наука, од правних, политичких, религиозних, уметничких или филозофских, укратко, од идеолошких облика у којима људи постају свесни тога сукоба и борбом га решавају. Као што се нека индивидуа не оцењује по ономе шта она о себи мисли да јесте, тако се ни о оваквој превратној епохи не може стварати суд из њене свести, већ — напротив — та свест мора да се објашњава из противречности материјалног живота, из постојећег сукоба међу друштвеним производним снагама и односима производње. Никада нека друштвена формација не пропада пре него што буду развијене све производне снаге за које је она довољно пространа, и никад нови, виши односи производње не наступају пре него што се материјални услови њихове егзистенције нису већ родили у крилу самог старог друштва. Према томе, човечанство поставља себи увек само оне задатке које може да реши, јер кад тачније посматрамо, увек ћемо наћи да се сам задатак рађа само тамо где материјални услови за његово решења већ постоје или се бар налазе у процесу свог настајања. У општим линијама могу се азијатски, антички, феудални и модерни буржоаски начини производње означити као прогресивне епохе економске друштвене формације. Буржоаски односи производње јесу последњи антагонистички облик друштвеног процеса производње, не антагонистички у смислу индивидуалног антагонизма, него антагонизма који потиче из друштвених животних услова индивидуа, али у исти мах производне снаге које се развијају у крилу буржоаског друштва стварају материјалне услове за решење тог антагонизма. Зато се са том друштвеном формацијом завршава предисторија људског друштва.

У општем погледу Маркс и Енгелс су идентификовали неколико друштвено-економских формација развоја материјалних услова које су се појавиле у историји света и које би настале евентуалном еманципацијом радног и обесправљеног становништва у будућности:
- Ловачко-сакупљачка заједница или примитивна бескласна заједница: виђена је у кооперативним племенским и трибалистичким друштвима у далекој прошлости човечанства.
- Робовласничко друштво: откривањем пољопривреде и обраде земље настаје приватно власништво, подела рада, племена се шире и даље насељавају, те се јавља класна подела људи на робове и робовласнике.
- Феудализам: земљопоседничка аристократија постаје владајућа класа на основу феудалног власништва и власти, на чијој земљи морају да раде кметови. Трговци се полако претварају у прве капиталисте.
- Капитализам: успоставља се владајућа класа капиталиста која располаже новчаним капиталом и средствима за производњу и расподелу на основу којих експлоатише радничку класу и све обесправљене под формом слободног уговора.
- Прогресивна бескласна заједница (која се може називати „социјализам” или „комунизам”, пошто су то синонимни појмови): бескласна и бездржавна светска заједница чија би главна обележја требала бити: глобални систем, заједничко власништво, демократско управљање, производња само за потребе и бесплатан приступ.

### О синонимном значењу појмова „социјализам” или „комунизам”
У радовима Карла Маркса и Фридриха Енгелса се појмови „комунизам” или „социјализам” (научни социјализам) користе алтернативно, синонимно и наизменично да би се означио један те исти систем, а не нека различита уређења или различити системи. Маркс и Енгелс су употребљавали та два појма наизменично да би означили постреволуционарни светски систем заснован на заједничком власништву и демократском управљању. Зашто су преферирали термин „комунизам” на почетку својих студија и организације, а термин „социјализам” (научни социјализам) на крају остаје добро наведено у Енгелсовом „Предговору енглеском издању” из 1888. године као и његовом „Предговору немачком издању” Комунистичког манифеста из 1890. године. У прилог томе говори и чувено дело Фридриха Енгелса „Социјализам од утопије до науке”, односно у оригиналном називу „Социјализам: утопијски и научни”.
Једноставно, у периоду када су Маркс и Енгелс користили термин „комунизам” он је тада био ближи радикално расположеним нижим слојевима, али већ крајем 19. века је термин „социјализам” постао ближи радикално расположеним нижим слојевима, тако да су сви марксисти од краја 19. века до 1917. године  користили термин „социјализам”.
Разлику између појмова „социјализам” или „комунизам” је први учинио Лењин 1917. године како би оправдао бољшевички пројекат државног капитализма у неразвијеној и аграрној Русији, па је раздвојио појам „социјализам” који је назвао првом фазом и појам „комунизам” који је назвао вишом фазом, иако су појмови „социјализам” или „комунизам” до тада означавали један те исти систем, а прва или прелазна фаза није нити посебан систем, нити посебно уређење које би требало имати посебан назив.
„Појмовно разликовање” је било Лењиново фабриковање. Тачно јесте да је Маркс правио разлику између „прве фазе комунистичког друштва” и „више фазе комунистичког друштва” у својој „Критици Готског програма”. Међутим, пошто је он као и Енгелс користио појмове „социјализам” или „комунизам” наизменично и синонимно како би описао постреволуционарно светско друштво који се базира на заједничком власништву и демократском управљању, исто тако је у „Критици Готског програма” могао употребити терминологију „прве фазе социјалистичког друштва” и „више фазе социјалистичког друштва”.
Према Марксу и Енгелсу „социјализам” или „комунизам” су синонимни појмови који означавају један те исти систем, а не неке посебне системе, те се могу користити алтернативно или у зависности од личних симпатија према једном од појмова. Прелазна фаза и раскид са старим системом није посебан систем, као што ни прелаз из феудализма у капитализам није био неки засебан и посебан систем.

## Социјалдемократија
Социјалдемократија је школа мишљења унутар социјалистичке теорије и социјалистичког покрета. У другој половини 19. века је постојала епоха марксистичке социјалдемократије, те су тадашње социјалдемократске странке развијале револуционарне марксистичке програме.
Али, временом се социјалдемократија окренула политичком прагматизму. Прагматична социјалдемократија се фокусира само на минимални програм, којим у оквиру институција представничке, парламентарне демократије и тржишне капиталистичке економије настоји спровести делимичну промену утемељену на економској улози јавног сектора, јавним прописима, програмима, инвестицијама и сервисима који би требало да раде на ублажавању неправди које наноси нерегулисани, либерални модел тржишне капиталистичке економије. Практична реализација такве делимичне промене у оквиру институција парламентарне демократије и тржишне капиталистичке економије обично се назива социјално одговорном државом или државом благостања.
Социјалдемократија се сматра умереном струјом у савременом социјалистичком покрету. Сматра се да је окретање умереном и прагматичном курсу допринео теоретичар Едуард Бернштајн.

## Бољшевизам, лењинизам и лева критика
Бољшевизам, политичка теорија, пракса, струја и од 1912. године самостална политичка странка у Русији.
Након експерименталне Октобарске револуције у Русији 1917. године, која је у демократски изабраним телима укључивала различите клубове мишљења (у чему је најузорније искуство имала Париска комуна), већ током 1918. године искључивањем из изабраних тела особа других клубова мишљења, бољшевички клуб је одлучио да монополизује власт и развија једнопартијски државни капитализам у неразвијеној и аграрној Русији тог времена, са преко 80 посто сељачког становништва, али под искривљеном употребом појмова антикапитализма.
Бољшевици предвођени В. И. Лењином монополизујући власт у Русији су тиме створили нову засебну теорију и праксу унутар радничког покрета, названу лењинизам или марксизам-лењинизам (тј. политику која је у мањој и већој мери углавном завршила у стаљинизму),  што је једно време био и потпуно доминантан правац у светском радничком покрету.
Постулате су темељили на својој интерпретацији Марксових и Енгелсових теорија, прилагођавајући их неразвијеној, заосталој, аграрној, полуфеудалној Русији тог времена, која је навикла на деспотизам као начин владања и одношења у друштву. Тако је направљена произвољна разлика између појмова „социјализам” или „комунизам” коју је учинио Лењин 1917. године како би оправдао бољшевички пројекат државног капитализма у неразвијеној земљи, па је раздвојио појам „социјализам” који је назвао првом фазом и појам „комунизам” који је назвао вишом фазом, иако су појмови „социјализам” или „комунизам” до тада означавали један те исти систем и користили се синонимно и алтернативно, а прва или прелазна фаза није нити посебан систем, нити посебно уређење које би требало имати посебан назив.
Бољшевизам је монополизовањем власти, искључивањем из изабраних тела особа других клубова мишљења и стављањем у илегалу њиховог деловања одступио од неких начела о којима је, поред многих других, нарочито говорила  Роза Луксембург, која је критиковала политику бољшевизма, као извитоперење радничке револуције, зато што радничка револуција подразумева демократска тела.
Луксембургова се залагала за демократију и нужност револуције. Идеја демократије коју Stanley Aronowitz назива „генерализованом демократијом у неартикулисаном облику” заправо умањује улогу партије, али је у ствари врло слично гледиштима Карла Маркса („Еманципацију радничке класе мора освојити сама радничка класа”). Луксембургова је у својим списима о руској револуцији и Совјетском Савезу појаснила своје погледе о демократији. Луксембургова је рано напала недемократске тенденције присутне у руској револуцији:

„Без општих избора, неспутане слободе штампе и зборовања, слободне борбе мишљења, изумире живот у свакој јавној институцији, постаје привидним животом у којем јединим делатним елементом остаје бирократија. Јавни живот се полако успављује, неколико туцета партијских вођа неисцрпне енергије и безграничног идеализма диригује и влада, под њима у стварности управља десетак истакнутих глава, и од времена до времена позива се на састанке елита радништва да би аплаудирала говорима вођа, једногласно прихватила предложене резолуције, у основу дакле газдовање клике - свакако диктатура, али не диктатура пролетаријата него диктатура шачице политичара, тј. диктатура у грађанском смислу, у смислу владавине јакобинаца (померање конгреса савета од три на шест месеци!). Па и више: у таквом стању јавни живот мора подивљати: атентати, стрељања талаца итд.”

Роза Луксембург је развила посебну теорију „револуционарног марксизма” и „револуционарног демократског социјализма” названу луксембургизам, те се залагала за  „револуционарну социјалистичку демократију”:

„Слобода само за присталице власти, само за чланове једне партије - били они ма како бројни - није слобода. Слобода је увек само слобода онога који мисли другачије. Не због фанатизма „праведности”, него због тога што се у тој суштини исцрпљује све што је поучно, благотворно, што очишћује у политичкој слободи, и ефекат те суштине изостаје, ако „слобода” постане привилегија.”

„Историјска задаћа пролетаријата је, када доспе на власт, да уместо грађанске демократије створи социјалистичку демократију, не да уклони сваку демократију. Али социјалистичка демократија не почиње тек у обећаној земљи када је створена подлога социјалистичке економије, као готов божићни поклон добром народу који је у међувремену верно подржавао шачицу социјалистичких диктатора. Социјалистичка демократија почиње истовремено са рушењем класне владавине и изградњом социјализма. Она почиње са тренутком освајања власти од стране социјалистичке партије. Она није ништа друго него диктатура пролетаријата.”

Када је револуција избила и у Немачкој, у новембру 1918. године, Роза Луксембург је одмах почела да агитује за социјалну револуцију:

„Укидање владавине капитала, остваривање социјалистичког друштвеног реда — ово, и ништа мање, је историјска тема тренутне револуције. Ово је велики подухват, и неће бити испуњен за трен ока простим издавањем неколико декрета одозго. Само кроз свесну акцију радничких маса у граду и селу, ово се може остварити, само кроз највишу интелектуалну зрелост људи и неисцрпни идеализам се овај циљ може спровести кроз све олује безбедно до луке.”

„Социјална револуција захтева да је власт у рукама маса, у рукама радничких и војничких савета. Ово је програм револуције. Дуг је, међутим, пут од војника — од „чувара реакције” — до револуционарног пролетера.”

Радничка револуција подразумева демократска тела у која могу бити изабране особе различитих клубова мишљења, као у узорној Париској комуни, коју су хвалили Карл Маркс и Фридрих Енгелс називајући је „коначно пронађеним обликом ослобођења радничке класе” и „диктатуром пролетаријата”, што је у ствари само симболички појам којим се означава демократизација друштва и демократска радничка власт директно подређена масама, ради корените промене система.
Чланови Париске комуне, изабрани у представничко тело од народа у свом су деловању били непрекидно под контролом самог народа. Њихов се рад ставља на дискусију и могли су бити опозвани сваког тренутка. Они су изабрани од народа и за народ. То је директна демократија, која се заснива на активном учествовању маса у власти. Кадровски састав изабраног представничког тела, тј. Савета је у својој суштини био револуционаран. Међу присутним револуционарним струјама ту су били анархисти и социјалисти, бланкисти и слободарски републиканци. Париска комуна је непрестано слављена међу анархистима и марксистима све до данашњих дана, добрим делом баш због те различитости оријентација, због успешне сарадње међу разним револуционарним групама, због високог степена радничког самоуправљања, те распуштања стајаће војске и репресивних елемената.
Због немогућности праћења светског економског напретка, привредне неефикасности, неспособности заштите људских права, културне инсуфицијенције те неосетљивости за савремене друштвене тенденције, државнокапиталистички режими засновани на бољшевизму и лењинизму (тј. политици која је у мањој или већој мери углавном завршила у стаљинизму) су се урушили, али тиме и дали простор за нова лева промишљања и нову леву аутентичнију афирмацију.

## Левица и социјализам у 21. веку
Савремена левица тежи умањењу или превазилажењу свих друштвених стратификација. Савремена левица се залаже за умањење неслободе, неједнакости и несолидарности у друштву, које узрокује капитализам, а као крајњи циљ својих идеала заговара превазилажење, коренити раскид са системом светског капитализма и успостављање друштвено-економског уређења глобалног карактера утемељеног на демократији у политичко-економској сфери, те на демократски планираној светској производњи и расподели. У питању је, дакле, систем производње и расподеле глобалног карактера који би био у складу са потребама сваке појединке и сваког појединца, те глобалне заједнице као целине, и који би узимао у обзир носиве капацитете и услове регенерације животне средине. Коренити раскид са светским капитализмом би успоставио некапиталистичко бескласно уређење заједнице, чија би главна обележја требала бити: глобални карактер, заједничко власништво, демократско управљање, производња само за потребе и бесплатан приступ.
Заговара достизање глобалног некапиталистичког друштва које би било базирано на индивидуалној и колективној слободи, једнакости, солидарности и међусобној помоћи, због чега тежи умањењу, превазилажењу и коначном раскиду са свим облицима репресије, хијерархије и власти појединца над појединцем. Присталице ове политике сматрају да је за остварење ових идеја неопходно умањити, превазићи и остварити раскид са свим облицима ауторитарног начина организовања. Због тога се организују у нове левичарске политичке странке, организације и покрете.
Присталице савремене левице своје вредности и идеале надовезују на вишевековну традицију еманципаторских борби прогресивних покрета и особа, радница и радника, те свих обесправљених, других и другачијих.
Превазилажење институција капитализма са крајњим циљем радикалног раскида и корените трансформације постојећег система се одвија:
- на политичком нивоу обликовањем и изградњом нових облика сарадње заједнице у саодлучивању о јавним питањима, као што су демократска партиципација од најнижег до највишег нивоа одлучивања (са јавним скупштинама становништва или електронским скупштинама) и превазилажење демократизацијом представничког демократског система директним учешћем у саодлучивању и делегатским демократским системом, уз поштовање различитих клубова мишљења, те увођење електронске демократије;
- на микроекономском нивоу са увођењем облика заједничког власништва произвођача, стваралаца и креативаца, те демократским управљањем путем директног учешћа у саодлучивању и делегатског демократског система;
- на макроекономском нивоу са превазилажењем тржишта и конкуренције као друштвених механизама који у капитализму проузрокују сталне кризе и са успостављањем алтернативних начина координације производње и расподеле добара, као што су сарадња и обједињење производних јединица у једну општу производну јединицу уместо конкуренције и демократско планирање уместо „слепе” тржишне производње;
- у односу према животној средини са усклађивањем обима привреде у складу са носећим и регенерацијским способностима животне средине, те са одрживим и стабилним привредним развојем утемељеним на редистрибуцији већ постојећег богатства и истовременом увођењу еколошки прихватљивих нових технологија, вештачке интелигенције, аутоматизације и роботизације;
- у односу према класном питању и идентитетским питањима са превазилажењем како класних разлика између рада и капитала тако и свих других облика неједнакости, подређености и искоришћавања на друштвеном нивоу, а нарочито дискриминације по основу личне карактеристике, као што су: раса, боја коже, друштвено порекло, национално порекло, етничка припадност, веза са мањинским народом или мањинском заједницом, језик, вероисповест или уверење, политичко или друго мишљење, чланство у политичкој, синдикалној или другој организацији, пол, родни идентитет, сексуална оријентација, полне карактеристике, брачни или породични статус, рођење, старосна доб, генетичке карактеристике, здравствено стање, инвалидитет или друга лична карактеристика.

Капитализам је интернационални и глобални систем и све више ће то бити својим даљим развојем, тако да ће и антикапитализам моћи да буде једино интернационални и глобални систем. Присталице ове политичке филозофије сматрају да ова политика не може опстати у једној земљи или у пар земаља, него да мора добити глобални карактер и због тога се залажу за превазилажење светског капитализма, тј. залажу се за прогресивни патриотизам и прогресивни космополитизам (прогресивна сарадња и солидарност међу свим народима и земљама у градњи праведнијег света).
Светски капитализам се може превладати једино глобалним антикапиталистичким покретом који ће у првом замаху првенствено уздрмати најразвијеније земље светског капиталистичког центра, зато што су неразвијене земље светске капиталистичке периферије и земље у развоју светске капиталистичке полупериферије у зависном и подређеном положају у односу на најразвијеније земље светског капиталистичког центра.
Разумевајући ово стање, то не значи да се прогресивне снаге у неразвијеним земљама светске капиталистичке периферије и земљама у развоју светске капиталистичке полупериферије до тада не могу залагати за реалне, неавантуристичке и неизолационистичке конкретне и непосредне, прогресивне и социјалне политике и мере, за модернизацију, нову индустријализацију и бржи развој својих домаћих економија путем активне економске улоге јавног сектора, јавних прописа, програма и сервиса.
На основу залагања за превазилажење светског капитализма присталице ове политике се повезују са еманципаторским и прогресивним покретима и странкама из целог света. Борба се смешта у светски антикапиталистички покрет, којег чине различити раднички и синдикални покрети, покрети за еманципаторска људска права и слободе, те нове левичарске странке, организације и појединци.
Еманципаторски и прогресивни покрети за промену система се, наиме, организују на два начина. Са једне стране се организују као странке које желе добити демократску политичку моћ и деловати као антисистемска власт, а са друге стране се организују као покрети који се кроз демонстрације, директне акције и притиске боре за мењање система, без жеље за формалним преузимањем политичке власти. Идеална позиција је једнаковредно удруживање обе стратегије мењања система за достизање истог циља: оних који делују ванинституционално, и врше притиске за мењање досадашњих друштвених односа, и оних који у формалном институционалном политичком простору мењају политике и саме институције које воде коренитом раскиду са постојећим системом.
Постоје тенденције на левици да би се савремене левичарске странке требале градити и развијати као масовне, демократске странке без неприкосновених вођа, са унутрашњом организацијом заснованом на принципима партиципативне демократије од најнижег до највишег нивоа, показујући тако својом унутрашњом организацијом за какво друштво се залажу. 
Термини као што су „нова левица” или „савремена левица” се користе и као синоними за различите социјалистичке, екологистичке и савремене марксистичке странке, организације и покрете, али се најчешћи придеви „нова” и „савремена” користе за разликовање нове и савремене левице од концепата једнопартијског модела власти. Такве моделе су заступале такозване бољшевичко-комунистичке партије 20. века, засноване на бољшевизму и лењинизму различитих струја (тј. политици која је у мањој или већој мери углавном завршила у стаљинизму). Њихови експериментални модели покушаја градње „социјализма у засебним земљама”, који се у реалности своде на једнопартијски државни капитализам у засебним земљама у оквиру светског капиталистичког система и тржишта, сматрају се недемократским и ауторитарним, те искривљењем племените идеје социјалне правде. Нема антикапитализма без демократије и зато антикапитализам може да буде само демократски и глобални.
Начелна обележја савремене левице су: активна демократија и антиауторитаризам; антикапитализам; друштвени прогресивизам и антиконзервативизам; антимилитаризам (антиратна оријентација); феминизам и антипатријархализам; секуларизам, хуманизам и антиклерикализам; антирасизам и антиксенофобија; прогресивни патриотизам и прогресивни космополитизам (прогресивна сарадња и солидарност међу свим народима и земљама у градњи праведнијег света); антинационализам, антишовинизам, антинацизам и антифашизам. 